# Real Control
Real Control är ett album av Moneybrother som släpptes 2009. Albumet kom först bara ut i Sverige.
Albumet är Moneybrothers femte. Förre Monster-medlemmen Christoffer Roth medverkade som producent för två låtar, medan övriga låtar producerades av Jari Haapalainen och Björn Yttling.
Skivan utgavs i Sverige av Hacka Skivindustri (2009), i Europa av Our Choice (2009) och i USA på LP av Sabot Productions (2010). Den sistnämnda hade en annan låtordning än de andra.

## Låtlista

### Originalversionen
1. "Born Under a Bad Sign"
2. "We Die Only Once (and for Such a Long Time)"
3. "6 am"
4. "Never Ever (I've Been Kissed)"
5. "Just Another Part of Me That Break Down"
6. "Young Faithful Love"
7. "Not That Old"
8. "Here Comes the Vain Again"
9. "Feel Like Hurting Somebody"
10. "Showdown"

### Our Choice-versionen
1. "Born Under a Bad Sign"
2. "We Die Only Once (and for Such a Long Time)"
3. "6 am"
4. "Never Ever (I've Been Kissed)"
5. "Just Another Part of Me That Break Down"
6. "Young Faithful Love"
7. "Not That Old"
8. "Here Comes the Vain Again"
9. "Feel Like Hurting Somebody"
10. "Showdown"
11. "Until Tomorrow"
12. "Born Under a Bad Sign" (remix)

### Sabot Productions
A
1. "Born Under a Bad Sign" - 3:49
2. "Down at the R" - 3:15
3. "Guess Who's Gonna Get Some Tonight" - 3:22
4. "We Die Only Once (and for Such a Long Time)" - 3:23
5. "Just Another Part of Me That Breaks Down" - 2:48

B
1. "Here Comes the Vain Again" - 3:12
2. "Not That Old" - 3:27
3. "(Never Ever) I've Been Kissed" - 3:02
4. "6am" - 3:45
5. "Feel Like Hurting Somebody" - 2:41
6. "Showdown" - 3:48

## Listplaceringar
| Lista (2009) | Topplacering |
| ------------ | ------------ |
| Sverige      | 4            |

### Fotnoter
1. 1 2  ”Born Under a Bad Sign”. Discogs.com. http://www.discogs.com/Moneybrother-Real-Control/release/2216052. Läst 19 maj 2012.
2. ↑  Listplacering